# 亲情无价
《亲情无价》（英語：One True Thing）是1998年由卡尔·弗兰克林执导的美国剧情片。它讲述了一位20多岁的女性为了照顾因癌症而垂死的母亲而搁置自己事业的故事。剧本由凯伦·克罗纳改编自安娜·昆德兰的小说。
该片由梅丽尔·斯特里普、蕾妮·齐薇格、威廉·赫特和汤姆·埃弗里特·斯科特主演。贝蒂·米德勒在片尾演唱了主唱曲《我唯一的真朋友》。这首歌最初是在米德勒1998年的专辑《Bathhouse Betty》中发行的。该片在新泽西州莫里斯敦、梅普尔伍德以及普林斯顿大学校园拍摄。
電影在1998年9月18日正式發行，獲得正面為主的評價，特別是稱讚梅丽尔·斯特里普自然且富溫度的演出表現。

## 剧情
艾伦·古尔登有一份压力很大的工作，为纽约杂志撰稿。她的父亲乔治曾经是普林斯顿大学著名的小说家和文学教授，而她的母亲凯特却是一位凡俗的家庭主妇。当发现凯特患有癌症时，乔治强迫艾伦回家照顾她的母亲。艾伦不愿意，但还是服从了父亲。当艾伦帮助她的母亲做家务而她的父亲却不管不问时，艾伦开始重新评估她对父母的看法。她意识到她把父亲理想化了，而且她发现父亲偷偷与他的女学生交往。
艾伦试图在她父母的生活中找到自己的位置，同时努力继续以自由职业者的身份写作并维持她与纽约男友的关系。随着时间的推移，艾伦越来越接近她的母亲，对她父母的婚姻有了更多的了解——包括意识到凯特一直都知道乔治的事情。艾伦还发现，她父亲经常在当地酒吧喝闷酒，以麻痹才思枯竭的痛苦。此前乔治曾请桂冠诗人到家中做客，但后者却对他不屑一顾。乔治向艾伦承认，当初凯特充满了穿透一切的光芒，他无法忍受她的光芒逐渐消失。当凯特临近死亡时，艾伦告诉她她爱她，凯特说她知道这一点并且一直如此。
凯特死后，尸检显示她死于吗啡过量，检察官向艾伦询问她母亲的死因。整部电影中，凯特的死都被怀疑和她有关。影片结尾，在凯特的墓前，艾伦回来了，她已在纽约找到新工作。乔治和她在葬礼后第一次见面，他认为她给了母亲致命的过量药物，并说艾伦很勇敢。艾伦回答说，她本来以为是乔治干的。他们终于明白凯特其实是自杀。乔治向艾伦袒露凯特才是他的真爱，他的缪斯。父女一起在坟前种植水仙，这预示着二人的和解。

## 演员表
- 梅丽尔·斯特里普 饰 凯特·古尔登
- 蕾妮·齐薇格 饰 艾伦·古尔登
- 威廉·赫特饰 乔治·古尔登
- 汤姆·埃弗里特·斯科特 饰 布莱恩·古尔登
- 劳伦·格雷厄姆 饰 朱尔斯
- 尼基·凱特 饰 乔丹·贝尔泽
- 詹姆斯·艾克豪斯 饰 地区检察官
- 帕特里克·布林 饰 特维迪先生[2]

## 反响
多数评论家给予本片积极评价，斯特里普因其温暖和自然的表演而不是显得冷漠和机械而广受赞扬。根据61位评论家的评论，这部电影在烂番茄上的评分为89%。Metacritic根据25位评论家的评论给了它63分（满分100分）。影院评分调查的观众在A到F的范围内给该片打了“A”级。
《综艺》的托德·麦卡锡称其为“写作感性、导演流畅、表演娴熟。”罗杰·埃伯特在为《芝加哥太阳报》写的影评中称赞它通过纯粹的匠人精神超越了肥皂剧的水平，并给予该片三星评价（满分四星）。
米克·拉萨尔给《旧金山纪事报》写道：“在《亲情无价》之后，那些坚持认为斯特里普在虚构作品中总是缺乏感情、纯以演技取胜的评论家们需要好好反省。她是如此本真和自然——如此彻底的处于当下的瞬间，让自己在灵感中遨游——她给我们展现出一个极度奇特却又完全可信的女人。”洛杉矶时报影评人肯尼思·图兰指出，“[斯特里普的角色]是最不刻意做戏的角色之一。和她职业生涯的表面华丽相比，斯特里普在这部电影中增加了一定程度的诚实和现实感，这是她最感人的表演之一。”在少数负面评论中，Salon.com的安德鲁·奥赫希尔抱怨这部电影“真的没有情节”，并认为导演无法正确地处理与演员的联系。
斯特里普曾因出演该片被提名奥斯卡最佳女主角奖，但最终败给了《莎翁情史》的女主角格温妮丝·帕特罗。